# 河间西站
河间西站位于河北省沧州市河间市兴村乡，是京九铁路的一座火车站，等级为四等站，距北京西站174公里，距常平站2141公里，本站及相邻上下行区间均为电气化区段。车站建于1996年，只办理货运业务。